# 紹修書院
紹修書院（：／ Sosu Seowon */?）位於韓國慶尚北道榮州市，為一座朝鲜王朝時期（1392－1897年）建立的書院。紹修書院在朝鮮中宗三十八年（1543年）由周世鵬創建，其與玉山書院、屏山書院、陶山書院及道東書院合稱朝鮮五大書院。1963年1月，紹修書院被列為韓國指定史蹟第55號；2019年，紹修書院與其他八座書院以「韓國新儒學書院」名稱登錄，成為韓國第14個世界遺產。

## 簡介

### 歷史沿革
高麗王朝（918－1392年）後期知名的儒學家安珦（안향，1243－1306）出生於紹修書院所在地（今慶尚北道榮州市順興面），他是第一個將朱子思想引進高麗的人，為當時的儒學領袖。在朝鮮中宗時，擔任豐基郡守的周世鵬（주세붕，1495－1554）為了紀念安珦，在朝鮮中宗三十八年（1543年）於此地修建安珦的祠堂，並創建白雲洞書院，以鞏固性理學的地位。
之後，李滉（이황，1501－1570）接任豐基郡守，為強化書院的合法性，在朝鮮明宗三年（1548年）向君王請求賜贈牌匾。之後，於朝鮮明宗五年（1550年）獲賜親筆御書之「紹修書院」的匾額，白雲洞書院因此更名為紹修書院，為韓國最早的「賜額書院」（사액서원）。當時官學散亂，許多人不就讀官學，而是追隨李滉、李珥（이이，1536－1584）等學者門下，書院取名為「紹修」，其蘊含「讓已頹廢不振的儒學再次延續」之意。紹修書院在朝鮮仁祖十一年（1633年）再追加祭祀周世鵬。
在白雲洞書院時期，書院儒生僅有10人左右，成為「賜額書院」並改名為紹修書院後，書院儒生增加至30人左右。在紹修書院開館授業的350年間，總計超過4,000人曾在此修習，著名儒生包括曾在朝鮮宣祖時擔任領議政的鄭琢（1526－1605）、擔任慶尚道觀察使的金誠一（김성일，1538－1593）等。朝鮮高宗八年（1871年），興宣大院君下達書院撤廢令時，朝鮮全境僅保留47座書院，紹修書院為其中之一。

### 建築與文物
紹修書院所在地為新羅時期（前57年－935年）之宿水寺遺址，現紹修書院入口仍有宿水寺遺留的幢竿支柱（韓國寶物第59號）。
環繞書院的竹溪發源自小白山國望峰，竹溪旁有景濂亭（경렴정）可供書院儒生讀書、吟詩。在書院入口，有多棵樹齡為300－500年的松樹，稱為「學者樹」，另有一棵樹齡500年的銀杏樹。書院正門為講學堂，外側懸掛「白雲洞」匾額，內部懸掛朝鮮明宗御筆親書的「紹修書院」匾額。講學堂左側有文成公廟（문성공묘）、典祀廳（전사청）；右側有學求齋（학구재）、至樂齋（지락재）；後方有日新齋（일신재）、直方齋（직방재），其後有史料展示館、忠孝教育館。
紹修書院內的文物包含一項韓國國寶安珦肖像（韓國國寶第111號）；四項比韓國國寶次一級的韓國寶物，分別為宿水寺遺留之幢竿支柱、大成至聖文宣王殿坐圖（韓國寶物第485號）、文成公廟（韓國寶物第1402號）、講學堂（韓國寶物第1403號） 。另有安珦的傳記《晦軒先生實記》；歷任書院院長、官員等的名錄《院任記名錄》；修學儒生的名錄《入院錄》；來訪書院人士的登記簿《尋院錄》等160餘件古籍。

## 世界遺產登錄
2019年6月至7月，第43屆世界遺產委員會會議於亞塞拜然首都巴庫召開，「韓國新儒學書院」項目經大會通過登錄為世界遺產，包括紹修書院、灆溪書院、玉山書院、陶山書院、筆巖書院、道東書院、屏山書院、武城書院、遯巖書院。紹修書院編號為1498-001號。
该世界遗产被认为满足世界遺產登錄基準中的以下基準而予以登錄：
- （iii）呈现有关现存或者已经消失的文化传统、文明的独特或稀有之证据。[3]

| 世界遺產編號 | 名稱     | 所在地                       | 保護範圍  | 緩衝範圍  |
| ------------ | -------- | ---------------------------- | --------- | --------- |
| 1498-001     | 紹修書院 | 36°55'31.46"N 128°34'48.38"E | 17.16公頃 | 73.62公頃 |

## 圖集

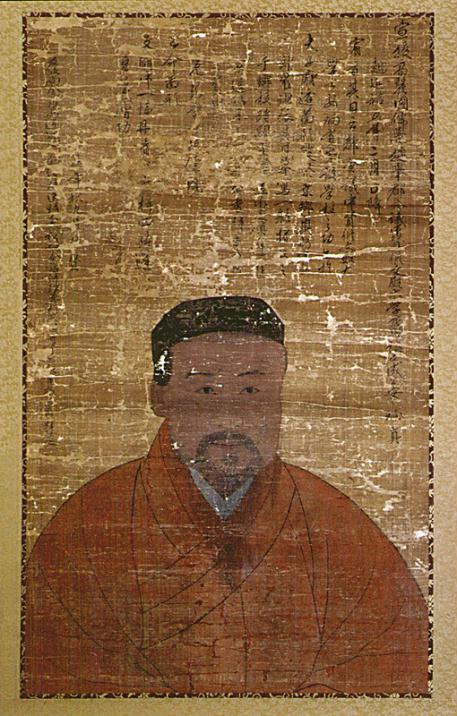
安珦肖像，韓國國寶第111號
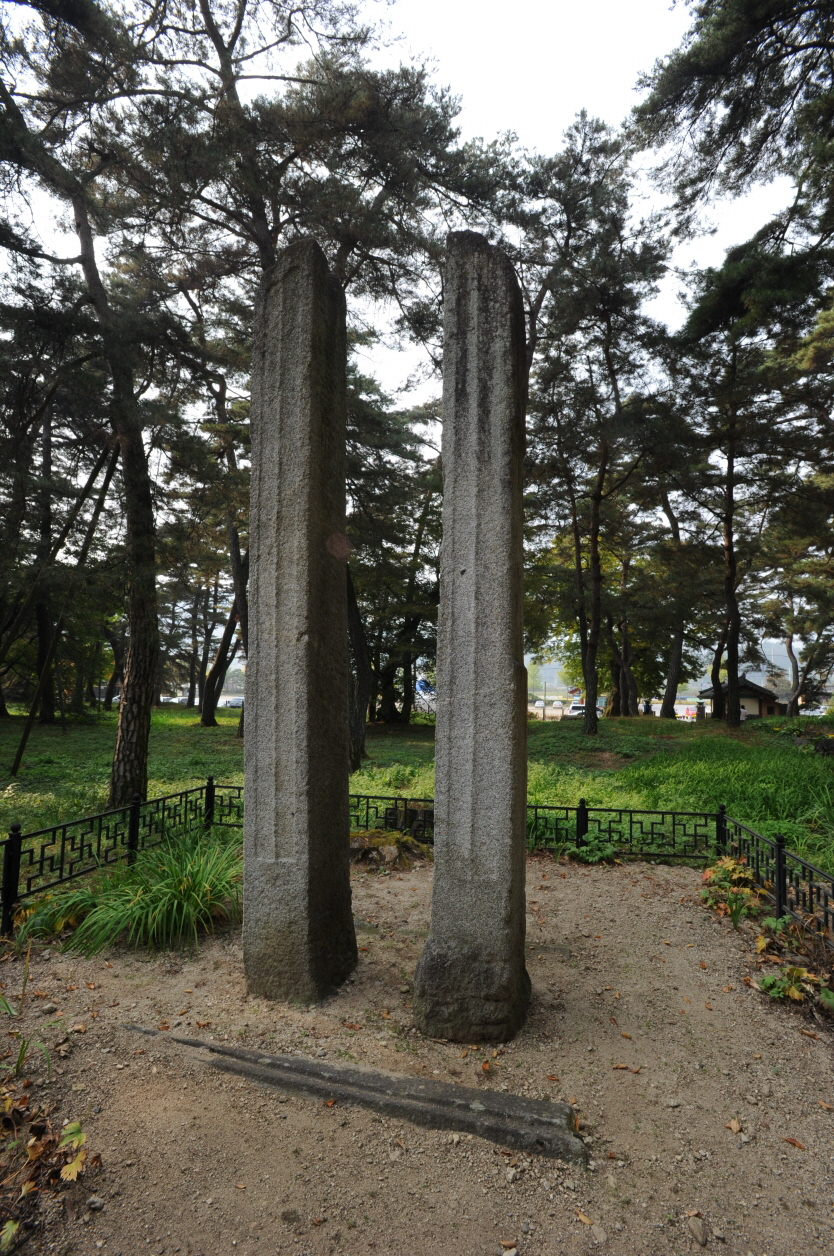
宿水寺遺址的幢竿支柱，韓國寶物第59號
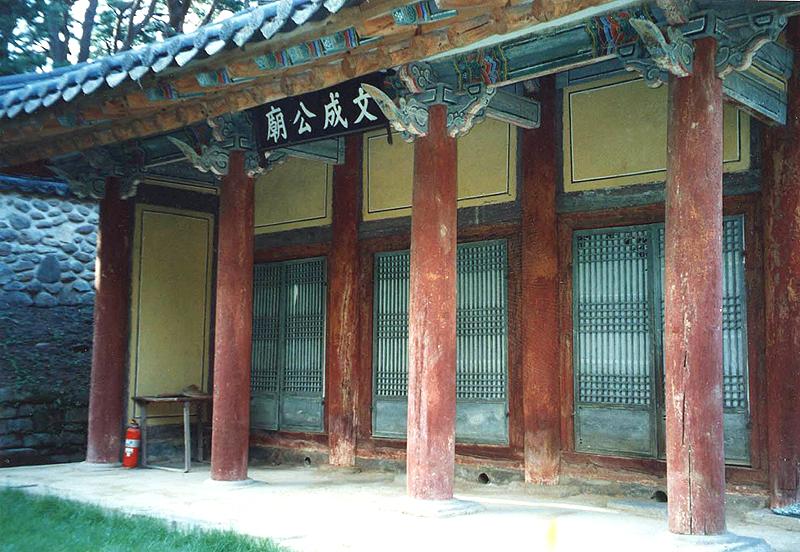
文成公廟，韓國寶物第1402號
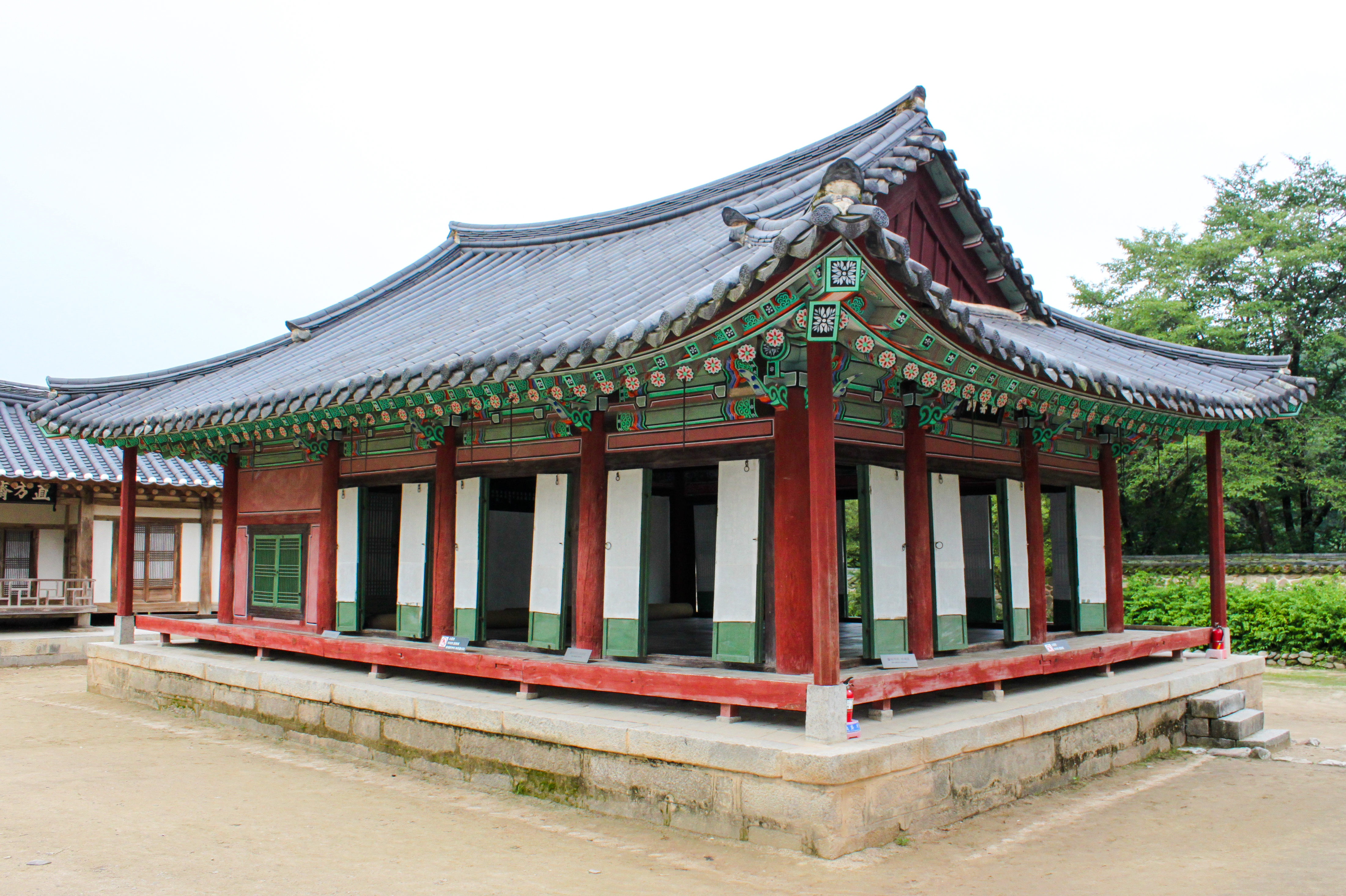
講學堂，韓國寶物第1403號
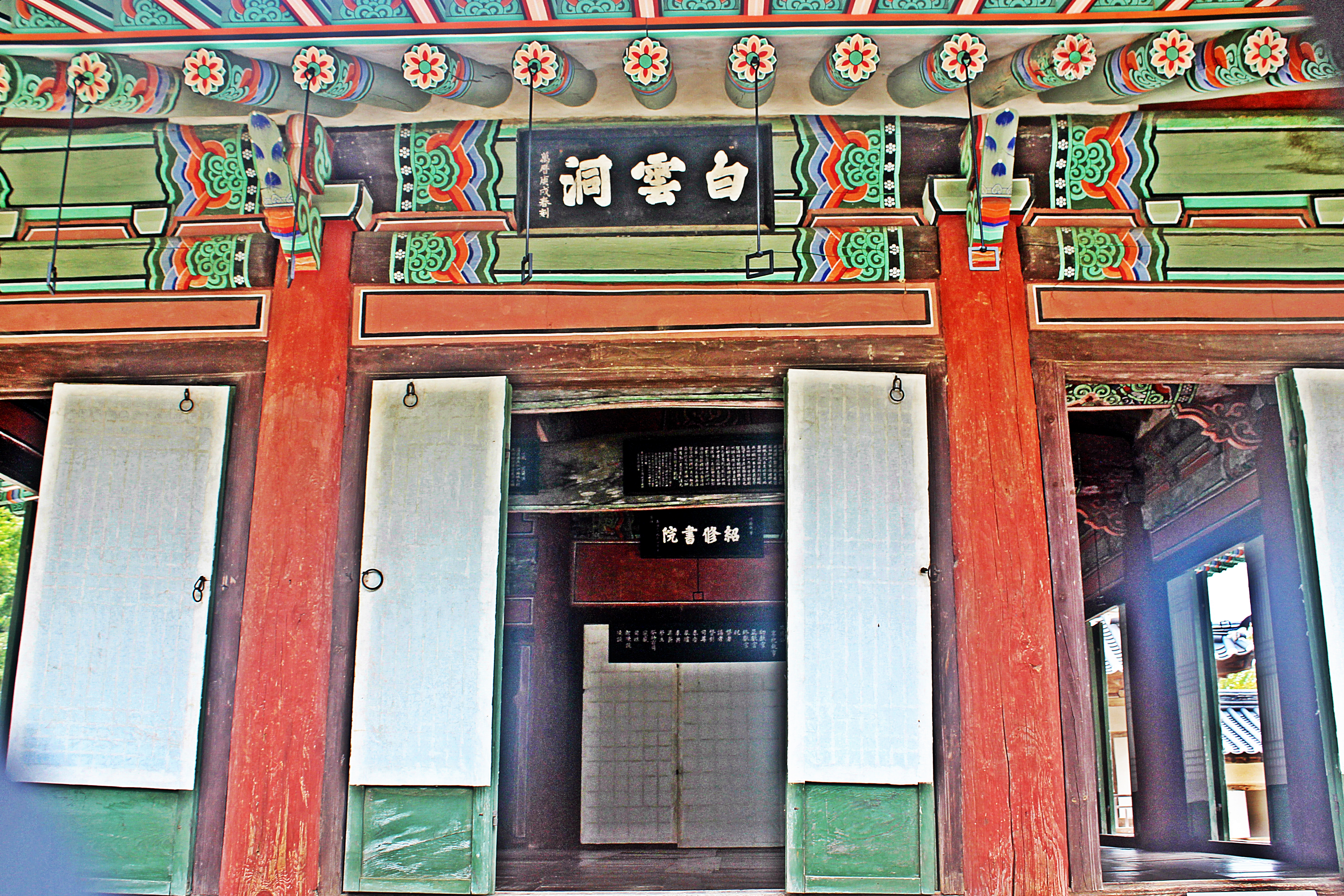
講學堂前方牌匾為「白雲洞」，後方牌匾為「紹修書院」

## 外部連結
- 紹修書院官方網站 （页面存档备份，存于）